# Lisztomanía (fenómeno)

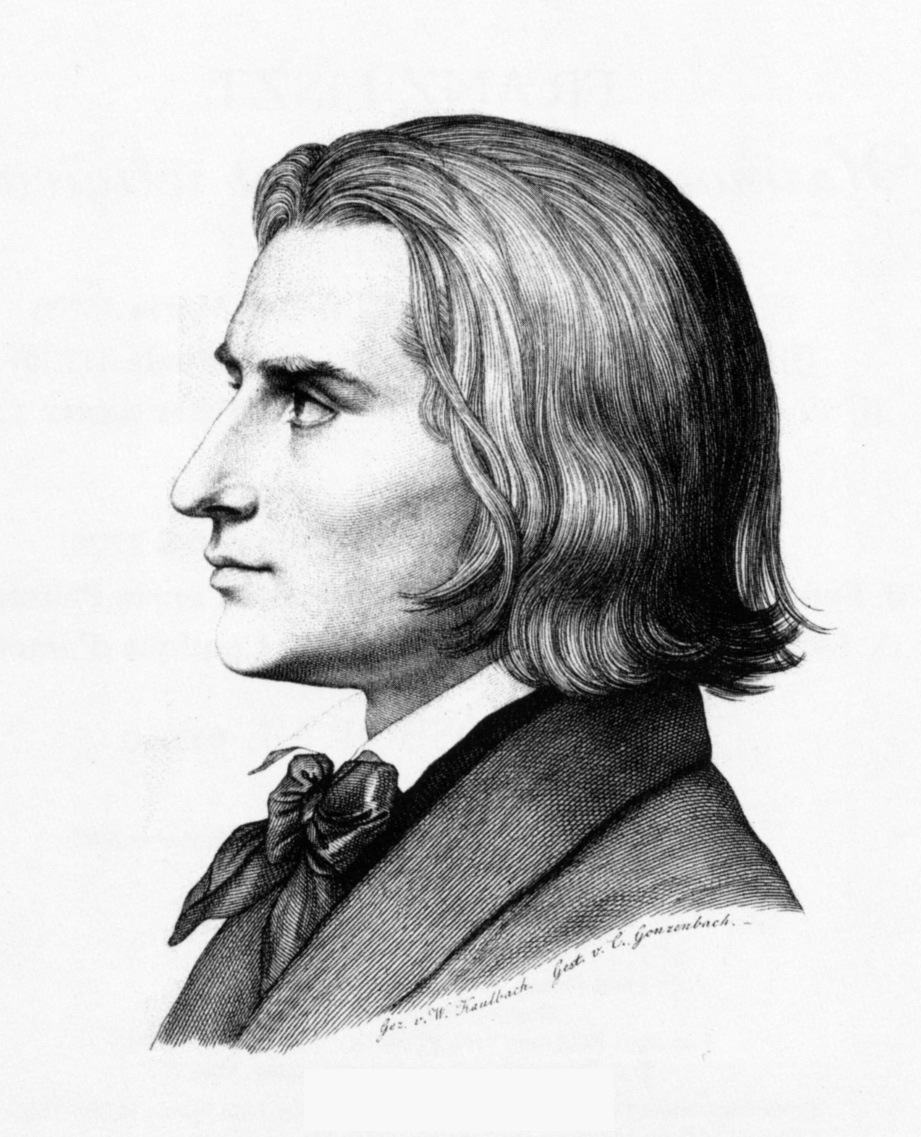
Franz Liszt en 1843, época aproximada del surgimiento de este fenómeno.

Lisztomanía, también conocida como fiebre Liszt, es un término empleado para describir el frenesí de los seguidores dirigido hacia Franz Liszt durante sus actuaciones. Este frenesí tuvo lugar por primera vez en Berlín en 1841 y fue acuñado posteriormente por Heinrich Heine en un folletín el 25 de abril de 1844, analizando la temporada de conciertos de dicho año en París. La palabra es una contracción de «Liszt» y «manía». La Lisztomanía se caracterizó por los niveles intensos de histeria demostrados por los seguidores.

## Antecedentes
Franz Liszt había recibido clases de piano a la edad de siete años de su padre, Adam Liszt, un talentoso músico que tocaba el piano, violín, violonchelo y guitarra, y que conocía a Joseph Haydn, Johann Nepomuk Hummel y Ludwig van Beethoven personalmente. A los 9 años, Franz Liszt ya componía música y aparecía en conciertos. A medida que crecía, Liszt, continuó sus estudios y desarrolló su experiencia en la interpretación del piano.
En 1839, Liszt comenzó a viajar por Europa intensamente y realizó una gira por el continente dando conciertos durante los siguientes ocho años. Este período fue el más brillante de Liszt como pianista de concierto y recibió muchos honores y elogios durante sus giras. Los estudiosos han llamado a estos años, un periodo de «ejecución trascendental» de Liszt. Fue durante este período cuando empezó a haber referencias de las intensas reacciones de los seguidores de Liszt, que se conoce como «Lisztomanía».
Liszt llegó a Berlín, cerca de la Navidad en 1841, y pronto se extendió la noticia de su llegada. Esa noche, un grupo de treinta estudiantes le interpretaron su canción «Rheinweinlied». Más tarde dio su primer recital en Berlín el 27 de diciembre de ese año, en la Singakademie de Berlín, ante una multitud entusiasta. Esta interpretación más tarde fue comercializada como el comienzo de la Lisztomanía, que recorrería toda Europa en general después de 1842.

## Características
La Lisztomanía se caracterizó por ser una reacción histérica hacia Liszt y sus conciertos. Se dijo que la forma de interpretar del pianista elevaba el estado de ánimo de la audiencia a un nivel de éxtasis místico. Los admiradores de Liszt se arremolinaban en torno a él, luchando por sus pañuelos y guantes, y se ponían su retrato en broches y camafeos. Las mujeres trataban de obtener mechones de su pelo y cada vez que se rompía una cuerda del piano, sus admiradores trataban de cogerla para hacer una pulsera. Algunas admiradoras incluso llevaban frascos de vidrio en el que vertían sus posos de café. Según un informe:

Liszt once threw away an old cigar stump in the street under the watchful eyes of an infatuated lady-in-waiting, who reverently picked the offensive weed out of the gutter, had it encased in a locket and surrounded with the monogram "F.L." in diamonds, and went about her courtly duties unaware of the sickly odour it gave forth.
Una vez Liszt tiró una vieja colilla en la calle bajo la atenta mirada de una mujer obsesionada con él que estaba esperando, que con reverencia apartó las malas hierbas de la cuneta, lo encerró en un medallón y lo rodeó con el monograma «F.L.» en rombos, y volvió a sus deberes cortesanos sin hacer caso del olor enfermizo que desprendía.

## Creación y uso del término
El escritor Heinrich Heine acuñó el término Lisztomanía para describir la efusión de emoción que acompañó a Liszt y sus actuaciones.
Heine escribió una serie de folletines musicales sobre varios ciclos de música diferentes para analizar la música de la época. Su examen de la temporada musical de 1844, escrito en París el 25 de abril, es el primer lugar donde se utiliza el término Lisztomanía:

When formerly I heard of the fainting spells which broke out in Germany and specially in Berlin, when Liszt showed himself there, I shrugged my sholders pityingly and thought: quiet sabbatarian Germany does not wish to lose the opportunity of getting the little necessary exercise permitted it... In their case, thought I, it is a matter of the spectacle for the spectacle's sake...Thus I explained this Lisztomania, and looked on it as a sign of the politically unfree conditions existing beyond the Rhine. Yet I was mistaken, after all, and I did not notice it until last week, at the Italian Opera House, where Liszt gave his first concert...This was truly no Germanically sentimental, sentimentalizing Berlinate audience, before which Liszt played, quite alone, or rather, accompanied solely by his genius. And yet, how convulsively his mere appearance affected them! How boisterous was the applause which rang to meet him!...[W]hat acclaim it was! A veritable insanity, one unheard of in the annals of furore!
Cuando escuché anteriormente de la racha de desmayos que estallaron en Alemania y especialmente en Berlín cuando Liszt se mostraba a sí mismo allí, me encogí de hombros avergonzado y pensé: los tranquilos alemanes sabatarianos no quieren perder la oportunidad de conseguir el poco ejercicio necesario que permiten... En su caso, pensé, se trata del espectáculo por el espectáculo en sí... Así me explico esta Lisztomanía y lo vi como una señal de las condiciones políticas carentes de libertad existentes más allá del Rin. Sin embargo, me equivoqué, después de todo, y no me di cuenta hasta la semana pasada, en el teatro de ópera italiano, donde Liszt dio su primer concierto... Fue verdaderamente un sentimiento no germánico, sentimentalizando a la audiencia berlinesa, antes de que Liszt tocara, totalmente sólo, o mejor dicho, acompañado únicamente por su genio. Y, sin embargo ¡cómo les afectó convulsivamente su apariencia! ¡Qué estrepitoso que fue el aplauso cuando lo vieron! ¡Qué aclamación! Una verdadera locura, ¡sin precedentes en los anales del furor!

El autor Dana Gooley argumenta que el uso de Heine del término «Lisztomania» no fue usado de la misma forma que se usa el término «Beatlemanía» para describir la emoción generada hacia el grupo The Beatles en el siglo XX. En lugar de ello, la Lisztomanía tenía mucho de énfasis médico porque el término «manía» tenía un significado mucho más fuerte en la década de 1840, mientras que en el siglo XX el término podría referirse a algo tan leve como una nueva moda popular o tendencia.
La Lisztomanía comenzó a ser vista como una condición médica real que era contagiosa y los críticos trataron de tomar medidas para inmunizar a la población contra la enfermedad.
Algunos críticos de la época pensaban que la Lisztomanía, o «fiebre Liszt» como se la llamaba a veces, fue principalmente un reflejo de las actitudes de los berlineses y alemanes del Norte y que en las ciudades del sur de Alemania no hubiera estos episodios de Lisztomania era debido a la diferencia en las constituciones de la población. Según dice una referencia de un papel de Múnich en 1843:

Liszt fever, a contagion that breaks out in every city our artist visits, and which neither age nor wisdom can protect, seems to appear here only sporadically, and asphyxiating cases such as appeared so often in northern capitals need not be feared by our residents, with their strong constitutions.
La fiebre Liszt, un contagio que estalla en cada ciudad que visita nuestro artista, y que ni la edad ni la sabiduría pueden proteger, parece que aparece aquí sólo esporádicamente, y asfixiantes casos como el aparecido tantas veces en las capitales del norte no hay que temerlo en nuestros residentes, por sus fuertes constituciones.

## Causas
No había ninguna causa conocida para la Lisztomanía, pero hubo intentos de explicar la situación. Heine trató de explicar la causa de la Lisztomanía en la misma carta en la que se utilizó por primera vez el término. En esa carta escribió:

What is the reason of this phenomenon? The solution of this questions belongs to the domain of pathology rather than that of aesthetics. A physician, whose speciality is female diseases, and whom I asked to explain the magic our Liszt exerted upon the public, smiled in the strangest manner, and at the same time said all sorts of things about magnetism, galvanism, electricity, of the contagion of the close hall filled with countless wax lights and several hundred perfumed and prespiring human beings, of historical epilepsy, of the phenomenon of tickling, of musical cantherides, and other scabrous things, which, I believe have reference to the mysteries of the bona dea. Perhaps the solution of the question is not buried in such adventurous depths, but floats on a very prosaic surface. It seems to me at times that all this sorcery may be explained by the fact that no one on earth knows so well how to organize his successes, or rather their mise en scene, as our Franz Liszt.
¿Cuál es la razón de este fenómeno? La solución a esta pregunta pertenece al dominio de la patología más que al de la estética. Un médico, cuya especialidad es las enfermedades femeninas y al que pregunté para que me explicara la magia que nuestro Liszt ejerce sobre el público, sonrió de forma extraña y al mismo tiempo dijo todo tipo de cosas sobre magnetismo, galvanismo, electricidad, del contagio de una estrecha sala llena de velas y varios cientos de personas perfumadas y transpirantes, de epilepsia histórica, de fenómeno de cosquilleo, de cantárida musical y otras cosas escabrosas, que, creo hacen referencia al misterio de Bona Dea. Quizás la solución a la pregunta no está enterrada en aventuradas profundidades pero flota en una superficie muy prosaica. Me parece a veces que toda esta brujería puede explicarse por el hecho de que nadie en la tierra sabe muy bien cómo organizar sus éxitos, o más bien su puesta en escena, como nuestro Franz Liszt.

Dana Gooley argumenta que diferentes personas atribuyen la causa de la Lisztomanía en el público de Berlín de una forma diferente basada en la orientación política de la época. Según Gooley, los que tenían una visión progresista pensaban que la efusión de emociones del público berlinés era en gran parte un efecto secundario de la represión y el estado de censura y que el entusiasmo por Liszt «fue, desde este punto de vista, compensación, un sustituto imaginario por la carencia de acción y participación pública entre los berlineses». El punto de vista opuesto a favor de la Lisztomanía era que el sentimiento era una respuesta a la gran benevolencia y caridad de Liszt. Este punto de vista se explica de la siguiente manera:

Friedrich Wilhelm IV's optimistic and popular political rhetoric, with its promise of liberal social reforms, predisposed the Berlin public to appreciate Liszt's various gestures in support of charitable, humanitarian causes, as they saw themselves and their monarch echoes in Liszt's benevolence. But significantly, they found evidence of it not solely in his donations. His personal openness, his behavior towards audiences, and his performing style all became emblems of 'charity' as well.
La optimista y popular retórica política de Federico Guillermo IV, con su promesa de reformas sociales liberales, predispuso al público berlinés a apreciar varios gestos de Liszt en apoyo de causas caritativas y humanitarias, ya que se veían a sí mismos y los ecos de su monarca en la benevolencia de Liszt. Pero significativamante, encontraron la prueba de que aquella no sólo estaba en sus donaciones. Su franqueza personal, su comportamiento hacia el público y su estilo interpretativo también se convirtieron en emblemas de su «caridad».